# 林肯 (麻薩諸塞州)
林肯（英語：Lincoln）是一個位於美國麻薩諸塞州米德爾塞克斯縣的鎮。

## 人口
根據2020年美國人口普查的數據，林肯的面積為38.90平方千米，當中陸地面積為37.20平方千米，而水域面積為1.70平方千米。當地共有人口7014人，而人口密度為每平方千米180人。